# Lövstabruks kyrka
Lövstabruks kyrka är en kyrkobyggnad i Lövstabruk i Uppsala stift. Kyrkan är församlingsakyrka i Hållnäs-Österlövsta församling.

## Kyrkobyggnaden
Lövstabruks kyrka ligger vid Västra gatan i Lövstabruk. De gulputsade tegelmurarna formar en enskeppig salkyrka med koret i norr. Två ingångar finns, en mitt i sydgaveln och en mitt på östra långmuren. Symmetrin understryks av höga, rundbågiga fönster med små, blyinfattade rutor. Säteritakets ursprungliga beläggning av glaserat nederländskt taktegel byttes redan 1736 mot takspån, eftersom den västra väggen höll på att ge vika för takets tyngd. Det kröns av två takryttare i form av urnor med flammor s.k. knappar. Undre takfallet har fyra takkupor, en i vart väderstreck. De är inte ursprungliga men byggdes före 1748, då de syns på en teckning över bruket. Intill nordmuren sluter sig en låg, kvadratisk sakristia med valmat sadeltak.
Interiören är en av Sveriges mest välbevarade kyrkorum från barocken. Altaruppsatsen, predikstolen och orgelfasaden härrör troligen från skulptören Herman Buck. Predikstolen omges av draperimålning. På läktaren över ingången i söder står kyrkans märkligaste inventarium, en magnifik piporgel från 1728, byggd av Johan Niclas Cahman och Sveriges största i sitt slag från barocken. Bänkinredningen är sluten. Över rummet höjer sig ett spegelvalv av trä. Tegelgolvet är ursprungligt.

## Historik
Lövstabruks historia går tillbaka till 1570-talet. År 1615 fick Lövsta sin första gudstjänstlokal, ett litet kapell, troligen byggt av trä. Dess exakta plats är okänd. Efter drottning Kristina av Holstein-Gottorps död 1625 fick kapellet förfalla.
Emanuel De Geers efterträdare Charles De Geer lät emellertid anställa en evangelisk–luthersk präst och uppföra ett nytt kapell. Det var också i trä, hade åtta stora fönster och blev klart 1703. Utsmyckningen var rik men orgel saknades. Emellertid pågick det stora nordiska kriget och i samband med Rysshärjningarna 1719–1721 brändes hela brukssamhället ner inklusive kapellet.
Efter en viss tveksamhet beslöt Charles De Geer att bygga upp bruket igen. Verkstäder och boningshus färdigställdes först, sedan herrgårdsbyggnaden och slutligen kyrkan, som nu gjordes i sten och invigdes i augusti 1727. Ett år senare blev också piporgeln klar. Kyrkan ligger på en tomt öster om det nedbrunna kapellet som pendang till brukskontoret. Härifrån sträcker sig Prästgatan fram till herrgården. Arkitekten är okänd; namnet Joseph Gabriel Destain har föreslagits. Kyrkan är byggd i en enhetlig karolinsk barockstil.
Inga större förändringar har skett sedan byggnadstiden. En renovering 1962–1963 under ledning av Jörgen Fåk omfattade bland annat en yttre omputsning och omläggning av taket. Interiören målades om och den fasta inredningen rengjordes. Flertalet bänkar försågs med något bakåtlutande ryggstöd och bredare sitsar. Vid den senaste renoveringen 1994 lades taket om på nytt och fasaden avfärgades.

## Inventarier
Bland inventarierna märks:
- Altaruppsatsen
- Predikstolen med draperimålning.

## Orgel

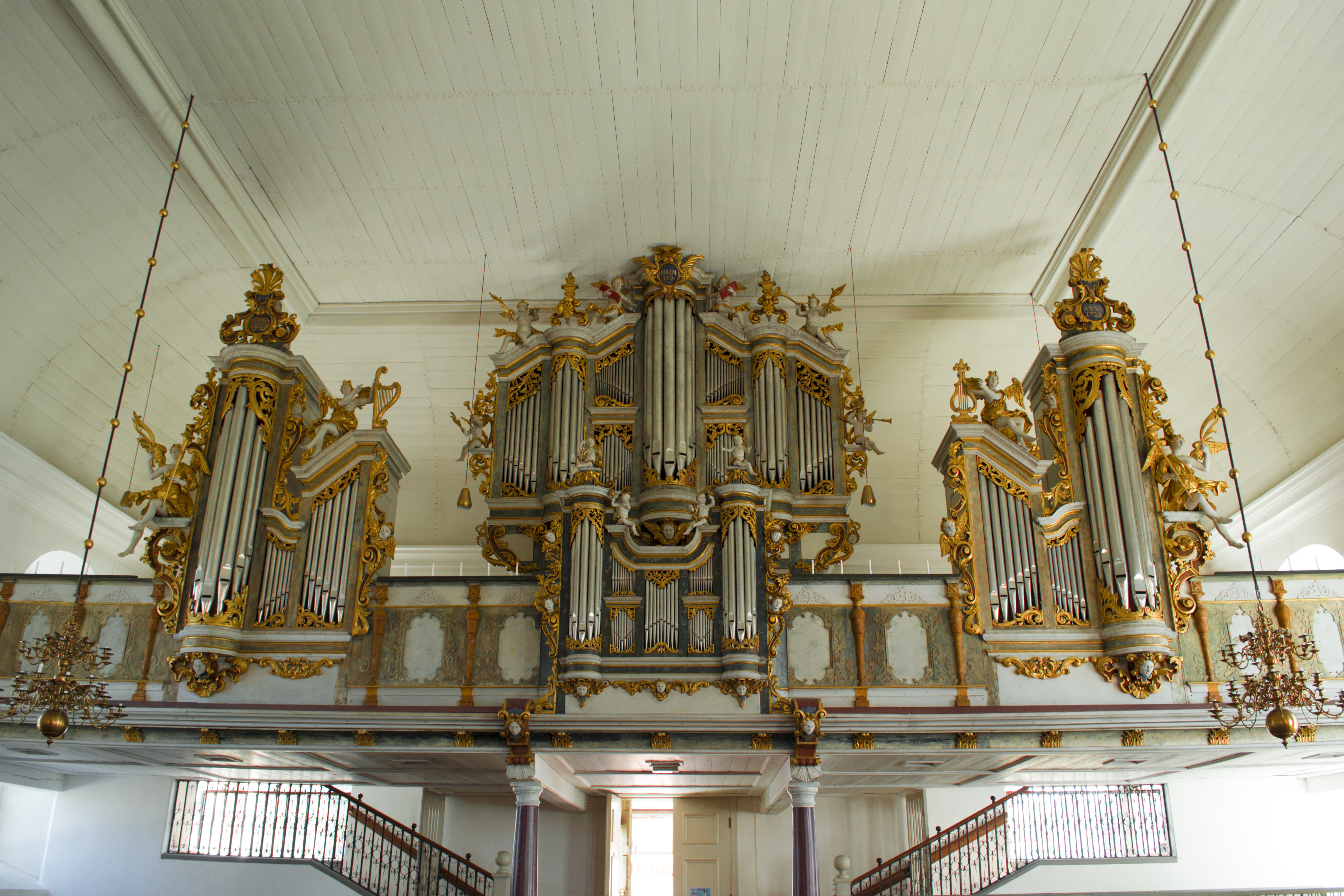
Cahmanorgeln

Piporgeln från 1728 i Lövstabruks kyrka kallas Cahmanorgeln efter konstruktören Johan Niclas Cahman. Den restaurerades senast 2006.

### Kronologi
- 1726: Den 20 december tecknades ett kontrakt mellan friherre Charles De Geer af Leufsta och den tidens ledande orgelbyggare Johan Niclas Cahman, Stockholm, angående en tvåmanualig, 28-stämmig piporgel i brukets kyrka. I kontraktet nämndes dock ej ryggpositivet.
- 1725-1728: Cahman byggde en mekanisk piporgel med slejflådor och ryggpositiv och separata pedaltorn i läktarbarriären. Orgeln stämdes i korton och tempererades oliksvävigt.[1]
- 1773: Orgeln repararerades av Olof Schwan, Stockholm till följd av problem med ojämn lufttillförsel.
- 1858: Reparation. Qvintadena 16' i manualen ändrades till Borduna 16'.
- 1900: Omkring detta år blev orgeln ospelbar.
- 1912: August Strindbergs bror Olof berättar i ett brev den 14 februari att man prydde kyrkan inför invigningen av en ny orgel. Det som avsågs var ett harmonium, som till en början placerades vid sidan om orgelhuset.
- 1914: Kantorn, som inte behärskade piporglar, klagade på att han inte kunde se och höra prästen. Därefter togs piporna bort ur ryggpositivet och harmoniet placeras bakom ryggpositivets fasad.
- 1933: Orgelrörelsen nådde vid denna tid Sverige och Bertil Wester, Stockholm, gjorde ett program för iståndsättning av Cahmanorgeln. John Vesterlund, Lövstabruk, utförde arbetet och återställde ryggpositivets innandöme, vilket varit undanställt. Det enda större ingreppet var att ryggpositivet erhöll pneumatisk registratur, vilket visade sig vara ett missgrepp. John Vesterlund nödgades tillverka omkring 100 nya pipor till ryggpositivets mixtur, samt fem till Vox humanan i samma verk. Bälgverket kompletterades med en stor magasinsbälg och i oktober återinvigdes orgeln med Gunhild Schedin vid spelbordet.
- 1946: En reparation utfördes av Bo Wedrup och Eric Dalin, Uppsala.
- 1963-1964: Marcussen & Søn restaurerade orgeln. Ryggpositivets pneumatiska registratur ersattes med den ursprungliga mekaniska och 1933 års mixtur- och Vox humana-pipor byttes ut mot nya. Det ursprungliga bälgverket lämnades orört, men den 1933 insatta magasinsbälgen ersattes med regulatorbälgar. De sista resterna av oliksvävig temperering togs bort.
- 2006: Efter en dokumentation av orgelkonsult Carl-Gustaf Lewenhaupt utförde orgelbyggare Mats Arvidsson, Stallarholmen, en noggrann restaurering. Han avlägsnade de av Marcussen & Søn ditsatta regulatorbälgarna och återställde det ursprungliga bälgverket, dock med bibehållande av Olof Schwans förändringar. Han tog också bort Marcussens pipförlängningar av alltför hård metall och bytte ut nytillverkade pipor mot sådana med mer korrekt legering. Arbetet med stämning och intonation utfördes av Åkerman & Lund Orgelbyggeri, varvid instrumentet fick en vältempererad stämning. Orgeln återinvigdes 2006 av ärkebiskop emeritus Gunnar Weman med församlingens kontrollant Mats Åberg vid spelbordet.

### Ursprunglig disposition
| Manualen (II) C–c³                                   | Ryggpositiv (I) C–c³                                  | Pedalverk C–d¹                           |
| Qvintadena 16', B/D                                  | Gedackt 8'                                            | Offen Sub bass 16'                       |
| Principal 8', B/D (fasad)                            | Qvintadena 8'                                         | Principal 8' (fasad)                     |
| Rohrflöte 8'                                         | Principal 4' (fasad)                                  | Gedact 8'                                |
| Qvintadena 8'                                        | Fleut 4’                                              | Qvinta 6' (eg. 5 1/3')                   |
| Octava 4', B/D                                       | Qvinta 3' (eg. 2 2/3')                                | Octava 4'                                |
| Spitzflöte 4'                                        | Octava 2'                                             | Rausqvint 2 Fach, 2 2/3' + 2'            |
| Qvinta 3' (eg. 2 2/3')                               | Mixtur IV chor, 1 1/3' + 1' + 4/5' + 2/3' (1728/1963) | Mixtur 4 Fach, 1 1/3' + 1' + 4/5' + 2/3' |
| Super Octava                                         | Vox humana 8'                                         | Bassun 16'                               |
| Mixtur V Fach, 1 1/3' + 1' + 4/5' + 2/3' + 1/2', B/D |                                                       | Trompet 8'                               |
| Trompet 8'                                           |                                                       | Trompet 4'                               |
| Koppel: Ryggpositiv/manual                           |                                                       |                                          |

### Diskografi
Inspelningar av musik framförd på kyrkans orgel.
- Cahmanmorgeln Leufstabruk 1728 / Blomberg, Göran, orgel. CD. KB Eklund Musica Verba Oak Grove CD 2031. 2013.
- Julmusik / Linder, Alf, orgel. LP. HMV SCLP 1050. 1966.
- Die Kunst der Fuge / Bengt Tribukait at the 1728 Cahman organ, Leufsta bruk. SACD. Musica Rediviva MRSACD 017. 2008.
- Toccata & fuga för orgel BUXWV 157 F-dur / Blomberg, Göran , orgel. LP. Bluebell of Sweden Bell 133. 1982.
- 7 organs : seven historical organs in Sweden / played by Naoko Imai. CD. Musica rediviva MRCD 011. 2004.

### Organister
- 1730–1732 Henric Bäck (1701–1773)
- 1735–1780 Lorentz Bäck (1700–1780).[2]
- 2018–2019 Pontus Eriksson (1996 - )
- 2020 - Lukas Arvidsson (1984 - )

## Klockstapel

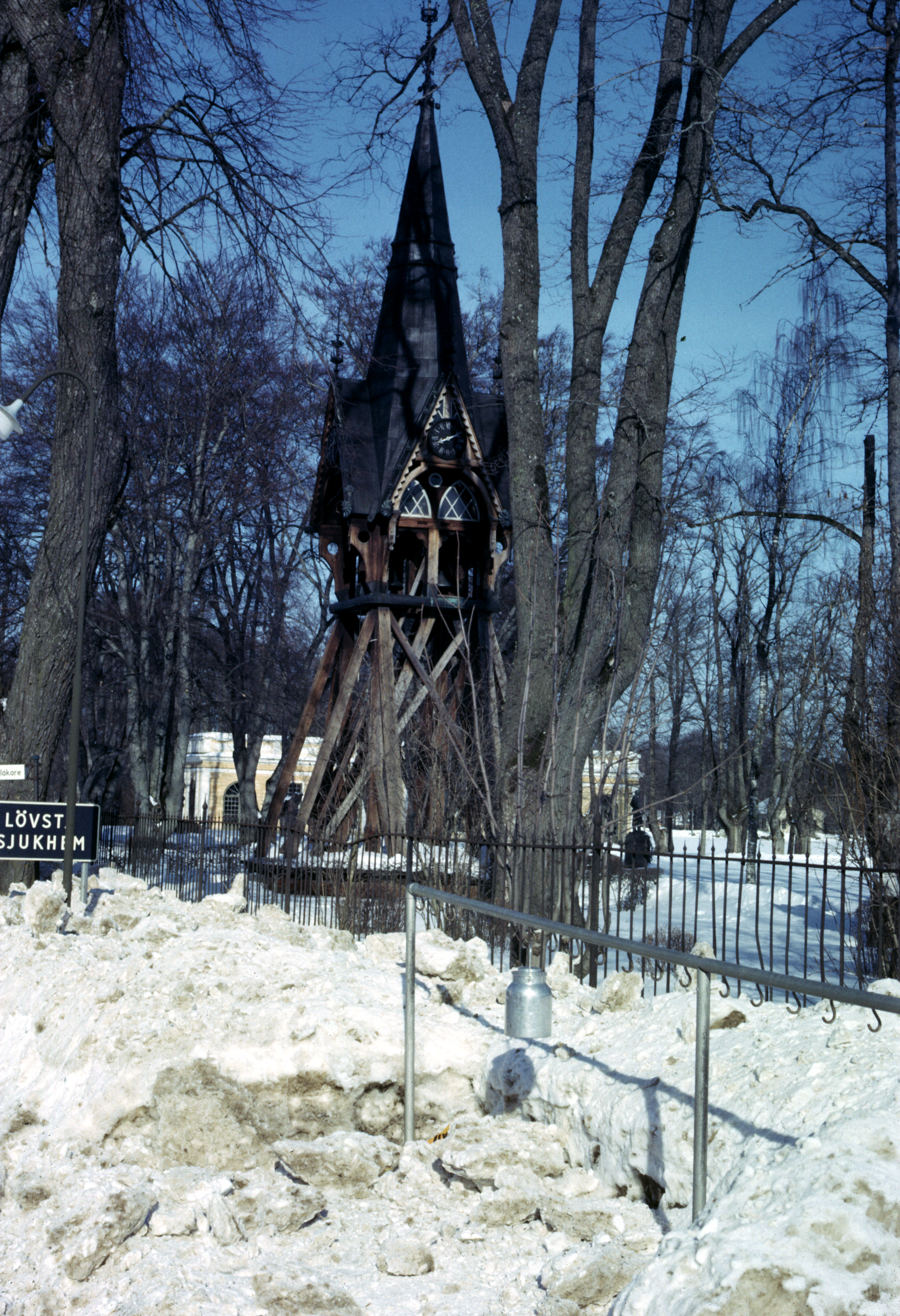
Klockstapeln.

Klockstapeln i nygotisk stil är uppförd 1874. Den har två klockor, den stora från 1721 och den lilla från 1874.